# Grigorij Potiomkin
Grigorij Aleksandrowicz Potiomkin (ros. Григо́рий Алекса́ндрович Потёмкин; ur. 13 września?/24 września 1739 w Czyżowie, zm. 5 października?/16 października 1791 w Jassach) – rosyjski feldmarszałek, prezydent Kolegium Wojskowego, głównodowodzący w wojnie z Turcją toczącej się w latach 1787–1792, jeden z faworytów Katarzyny Wielkiej, książę Świętego Cesarstwa Rzymskiego od 1776, książę taurydzki od 1783.

## Wczesna młodość
Urodził się niedaleko Smoleńska w rodzinie pomniejszego oficera armii rosyjskiej. Ukończył studia na Uniwersytecie Moskiewskim. Karierę wojskową zaczął w szeregach gwardii konnej, będącej jednym z przybocznych oddziałów Piotra III.

## Początek kariery – obalenie cesarza
Podczas przewrotu 28 czerwca 1762 roku w randze kaprala tejże lejbgwardii, razem z całym pułkiem przysiągł wierność nowej cesarzowej, Katarzynie, żonie Piotra III. Pułk ten był jednym z pierwszych, które porzuciły swojego dowódcę i cesarza na rzecz księżnej Anhalt-Zerbst.
Brał udział w tzw. akcji oranienbaumskiej, której celem było schwytanie cesarza i przewiezienie go z Oranienbaumu do Peterhofu. Otrzymał za to awans na wachmistrza (czyli sierżanta) i 10 tys. rubli. W roku 1768 otrzymał stanowisko generała majora, a w roku 1771 został mianowany generałem porucznikiem.

## Kochanek Katarzyny II
Dzięki swej nieprzeciętnej urodzie, sile charakteru i usposobieniu spodobał się Katarzynie II i szybko został jej kochankiem. Był trzecim, oficjalnym faworytem cesarzowej, pełniącym swe nadzwyczajne obowiązki w latach 1774–1776 i zajmując miejsce w jej sypialni po niejakim Wasilczykowie. W 1774 został na stałe przeniesiony do Sankt Petersburga, mianowany wiceprezydentem Kolegium Wojskowego oraz szefem wojsk nieregularnych. W tych latach otrzymał również tytuł hrabiowski.
Od tego roku – 1774, nieprzerwanie, aż do śmierci w 1791, był najważniejszą osobą w państwie zaraz po Jedynowładczyni. Szara eminencja na dworze i w całej Rosji, który miał niekwestionowany autorytet, posłuch i szacunek.
Jako faworyt imperatorowej był najdroższym z kochanków Katarzyny . Grzegorz Potiomkin – jak się uważa – zdawał sobie doskonale sprawę, że wcześniej czy później opuści sypialnię swej protektorki. W związku z tym wszelkie swoje wysiłki skupił na tym, by zdobyć w krótkim czasie odpowiedni majątek, stanowiska i odpowiadającą jego aspiracjom pozycję, tak, aby w nieuniknionej chwili rozłąki nie odchodzić przynajmniej z pustymi rękoma. Przezornie starał się skupić w swych rękach jak najwięcej urzędów, które dawały nie tylko duże dochody, ale także prestiż.
W przeciwieństwie do poprzedników (i następców) przy boku Katarzyny, Potiomkina cechowała dyskrecja i swego rodzaju pokora. Podobno nie afiszował się ze swoimi uczuciami, świadomie zgadzał się na rolę osoby drugorzędnej, a nie pierwszorzędnej w tym związku (co wprost jej zaznaczył) i nie narzucał się jej. Toteż po dwóch latach, kiedy zainteresowanie Katarzyny przeszło na nowego mężczyznę, syna popa, Zawadowskiego, Potiomkin rolę kochanka zamienił na rolę przyjaciela. W ten sposób uniknął losu innych: bogatego uposażenia, a następnie odprawienia z dworu czy wręcz przymusowego opuszczenia Rosji. Pozostał w Sankt Petersburgu, stając się powiernikiem cesarzowej, człowiekiem zaufanym, a nawet podobno wybierającym jeszcze jej kolejnych kochanków. Zatrzymał także wszystkie ofiarowane mu dobra i urzędy, zyskując nawet nowe. Pozycja Potiomkina była tak ugruntowana, że każdy przebywający na dworze rosyjskim, bez względu na to czy był gwardzistą czy też faworytem cesarzowej, który próbował intrygować czy otwarcie występować przeciwko niemu, kończył na odsunięciu od dworu, bądź nawet na zesłaniu. Tak na przykład, kiedy aktualny oficjalny faworyt Aleksander Jermołow zaczął wprost intrygować przeciwko niemu, donosząc o nim imperatorowej, Potiomkin postawił sprawę jasno: albo on, albo Jermołow. Efektem tego było opuszczenie przez Jermołowa Rosji na 3 lata.
Stanowisko Potiomkina jako proponującego i zatwierdzającego następnych mężczyzn Katarzyny przysparzało mu jednak też sporo korzyści. Każdy, kto chciał na dworze coś znaczyć, musiał zabiegać także (jeżeli nie przede wszystkim) o jego względy. Potiomkin, razem z Fiodorem Orłowem, pocieszał również Katarzynę po śmierci Aleksandra Łanskoja, kochanka cesarzowej.
Według wielu relacji i legend, które nie mają oparcia w dokumentach i są kwestionowane przez większość historyków, Grigorij Potiomkin i Katarzyna Wielka potajemnie zawarli małżeństwo. Ich domniemanym dzieckiem miała być Jelizawieta Tiomkina.

## Sprawa kozacka
Odegrał niepoślednią rolę w osłabieniu, złamaniu i ostatecznym zlikwidowaniu wspólnot, organizacji i organizmów Kozaków jaickich (na Uralu), dońskich, nadwołżańskich i tak dobrze znanych Polakom Kozaków zaporoskich. Zadanie to wykonał, gdy był jeszcze kochankiem cesarzowej, lecz kontynuował je także później. To on był głównym projektodawcą ostatecznego rozwiązania kwestii kozackiej, a jego pomysły spotykały się z pełnym uznaniem i aprobatą cesarzowej.
Na jego wniosek Katarzyna II Wielka wydała dekret o zmianie nazwy „Kozacy jaiccy” na „Kozacy uralscy”, rzekomo na prośbę samych członków owej wspólnoty, którzy mieli żywić szczere pragnienie nieutożsamiania ich z powstańcami Jemieliana Pugaczowa. Posiadłości Kozaków dońskich zaś, wraz ze stolicą, Czerkaskiem włączono do nowo powstałej guberni azowskiej, której generał-gubernatorem został właśnie Potiomkin. Zmieniono przy tym nazwę Stanicy Zimowiejskiej na Stanicę Potiomkinowską. Jego działania zmierzały do tego, aby uczynić z Kozaków dońskich nieregularną armię, która byłaby mu podporządkowana, a jednocześnie nie sprawiała już więcej kłopotów Imperium. Co do Kozaków nadwołżańskich, jednych z najaktywniejszych działaczy niedawnego powstania, zalecał przesiedlenie ich na Kaukaz.
Groźną dla caratu, najlepiej zorganizowaną i posiadająca stare, głębokie tradycje hajdamackiej wolnościowe, wykształcone jeszcze w Rzeczypospolitej, była w tym czasie Sicz Zaporoska. Mimo że został z niej już tylko cień dawnej potęgi, ze względu na dużą świadomość polityczną kozaków, ambicje i dążenia autonomiczne (stworzenie „stanu” kozackiego będącego czymś pomiędzy szlachcicem-wojownikiem a bogatym państwowym chłopem), zarówno cesarzowa, Potiomkin, jak i większość Rosjan uważała ich za szczególnie niebezpiecznych. Przedstawiającemu projekty autonomii kozackiej Antonowi Hołowatemu Potiomkin miał odkrzyknąć: „Jesteście rozzuchwaleni! Nie ma z was żadnego pożytku! Czas najwyższy byście zniknęli z powierzchni ziemi!”. Potiomkin rozpoczął wówczas politykę antykozacką. Kozacy, którzy jeszcze 150 lat temu wszczynali wojnę domową w Rzeczypospolitej o własne, niezależne państwo, teraz wpuszczali na swoje terytorium rosyjskich żołnierzy pod wodzą generała porucznika Piotra Tekeliego. Potiomkin był głównym sprawcą aresztowania Antona Hołowatego i ostatniego atamana koszowego – Piotra Iwanowicza Kalniszewskiego, mającego wówczas 85 lat oraz pisarza wojskowego Hłoby. Ponieważ jednak generał nie mógł znaleźć żadnego sensownego oskarżenia w ich sprawie, więc zostali skazani za zbrodnie, których „wielkości nie dało się nawet określić” . W ówczesnej Rosji, skazywanie ludzi na takiej podstawie nie było procederem nadzwyczajnym.
Sicz Zaporoska została włączona do guberni noworosyjskiej. Za zasługi na rzecz zgniecenia siczy, Potiomkin dostał od cesarzowej szerokie włości na ziemiach ukraińskich, władzę zwierzchnią nad ziemiami zaporoskimi, stanowisko generała-gubernatora guberni noworosyjskiej, azowskiej i astrachańskiej. Uważa się, że postępowanie Potiomkina było uwarunkowane przez wzgląd na powstanie Pugaczowa. „Markiza Pugaczowa” – jak nazywał go ironicznie Wolter – cesarzowa nienawidziła, budził on u niej odrazę pełną grozy i strachu, podobnie jak u większości szlacheckiego i bogatego społeczeństwa Rosji, które to nowy samozwaniec (Pugaczow ogłosił się bowiem „cudem uratowanym” Piotrem III), zaciekle zwalczał. W jego misji, obok niezadowolonych, pańszczyźnianych chłopów, pomagali gorliwie równie niezadowoleni Kozacy, zwłaszcza dońscy i nadwołżańscy. Potiomkin wykorzystał nastroje panujące w Rosji, swoje umiejętności i wpływy, aby przez zasługę „zrobienia porządku z Kozakami”, uzyskać dla siebie profity i umocnienie własnej pozycji na dworze. Swoimi poczynaniami – jak można uważać – przyczynił się do umocnienia w Rosji samodzierżawia i likwidacji głównego zarzewia konfliktów domowych – uzbrojonych i wyszkolonych wojskowo hajdamaków.

## Książę Taurydy
19 kwietnia 1783 roku Katarzyna II wydała manifest włączający Krym do Rosji (było to oczywiste pogwałcenie traktatu pokojowego zawartego z Turcją w 1774 roku w Küczük Kajnardży). Głównym projektodawcą przyłączenia Krymu do Rosji był właśnie Potiomkin. Otrzymał za to od Katarzyny tytuł księcia Taurydzkiego (Krym bowiem nazywano w Rosji Taurydą, od plemienia Taurów, zamieszkującego w przeszłości ten półwysep). 
Zaszczyt ten był wynikiem jego ogromnego zaangażowania w wojnę z Turcją, a zwłaszcza w sprawę oderwania półwyspu krymskiego od Turcji. Marzyło mu się tam nawet zupełnie oddzielne księstwo.
Po otrzymaniu władzy na Krymie rozpoczął intensywną akcję budowlaną i osadniczą. Założył Chersoń, Jekaterynosław, Mikołajów i Odessę. Rozbudował w miasta istniejące twierdze: Bałakławę, Teodozję, Kercz, Jenikale. Był twórcą floty czarnomorskiej.
W 1784 Potiomkin został marszałkiem polnym i prezydentem Kolegium Wojskowego.

## Wielka inspekcja
Jednym z najsłynniejszych epizodów z życia Potiomkina była inspekcja ziem przyłączonych do Rosji w roku 1783 (głównie Krymu), na którą zdecydowała się Katarzyna II 18 stycznia 1787 (data wyjazdu z Sankt Petersburga). To Książę Taurydzki przygotowywał trasę i plan całej inspekcji. Była ona dla niego wielką szansą wzmocnienia i utrwalenia swojej potęgi. Na drodze przejazdu cesarzowej zbudował specjalnie 76 postojów, zadbał o drogi, wyżywienie, stancje, uśmiech i radość ludzi. Bielono domy, restaurowano i dobudowywano naprędce infrastrukturę, naprawiano płoty i ogrodzenia, wszędzie kazano wywieszać dzwonki i sadzić dojrzałe już kwiaty. Podczas wizyty imperatorowej w danej miejscowości odbywał się wielki festyn, sprzedawano tylko najlepsze towary, wszyscy byli trzeźwi, najedzeni, dobrze ubrani i nikt się nie skarżył. Przepływająca Dnieprem Katarzyna oglądała również zaaranżowane przez Potiomkina manifestacje szczęśliwej ludności, i pełne po brzegi wozy wyładowane workami ziarna. To również wtedy Potiomkin miał nakazać wybudowanie słynnych ruchomych makiet wsi, mających świadczyć o dużej gęstości zaludnienia i szybkim tempie zagospodarowania nowo zdobytych ziem. Wieść o „wsiach potiomkinowskich” rozeszła się w całej Europie. Niektórzy historycy uważają, że „wioski potiomkinowskie” są wytworem wrogiej księciu taurydzkiemu propagandy i że nie ma żadnych wiarygodnych źródeł, które potwierdzają istnienie takich konstrukcji.

## Ostatnie miesiące Pogromcy Turków
Potiomkin był również głównodowodzącym w wojnie z Turcją toczonej w latach 1787–1792. Decydowało o tym stanowisko marszałka polnego, jakie pełnił. Osobiście, przynajmniej początkowo, nie wierzył w zwycięstwo Rosji. Sama cesarzowa musiała dodawać mu otuchy i odwagi. Oto ustęp jednego z listów: „Daj Boże, aby nie utracić twierdzy kinburnskiej (…) Gdyby nawet jednak tak się stało, to proszę nie załamywać rąk i nie rozpaczać, lecz starać się pomścić stratę i wziąć rewanż na nieprzyjacielu. (…) Czy mało już twierdz zdobywaliśmy, aby je później stracić?”. Mimo to, z listów Potiomkina do cesarzowej biła rozpacz i rezygnacja. Tak opisywał rozpędzenie okrętów wojennych na Morzu Czarnym przez sztorm: „Flota Czarnomorska rozbita przez burzę. Jej resztki schroniły się w Sewastopolu, ale to wszystko małe i można nawet powiedzieć, niepotrzebne okręty. Liniowe i wielkie fregaty przepadły. To nie Turcy nas pokonali, lecz – Bóg”. Potiomkin był podobno w takiej depresji, że proponował i wręcz zalecał cesarzowej wycofanie się z Półwyspu Krymskiego. Straciłby tym samym własne księstwo. Nie można jednak obwiniać go za taki stan rzeczy. Na froncie, przez pierwsze miesiące żadna ze stron nie zyskała przewagi. Autorem rosyjskich zwycięstw był Aleksandr Suworow, który rozgromił m.in. 5-tysięczny korpus desantowy Turków i udanie oblegał Oczaków.
Armia Turecka w tym czasie była prawdopodobnie silniejsza niż rosyjska. Imperium Osmańskie przygotowało się do tej wojny zdecydowanie lepiej niż do poprzedniej. Rosja natomiast, oprócz braku odpowiedniej kadry oficerskiej (z wyjątkiem Suworowa, Rumiancewa), miała problemy z zaopatrzeniem swych wojsk i zsynchronizowanym planem działań. Ponadto od sierpnia roku 1788 Rosja musiała prowadzić działania wojenne także z kolejnym agresorem – Gustawem III, królem Szwecji. Walczyła więc zarówno na południu, jak i północy.
Wydaje się, że cesarzowa nie mogła sobie pozwolić na odwołanie Potiomkina ponieważ cieszył się wielkim autorytetem w wojsku i na dworze cesarskim. Wyznaczenie na głównodowodzącego Suworowa czy Rumiancewa, mimo że bez wątpienia mieli większy talent wojskowy niż ówczesny marszałek polny, mogłoby wywołać falę intryg wyższych oficerów przeciw nowo mianowanemu i niezadowolenie prostych żołnierzy. „Groźny Cyklop” zaś (Potiomkin stracił jedno oko prawdopodobnie podczas którejś z bitew, stąd przydomek) siał – jak mówi legenda – powszechny strach i grozę. Jego pozycji nie ośmielał nikt kwestionować. Niektórzy uważają, iż odwołanie go mogłoby przyczynić się do przegranej Rosji w wojnie z Turcją. On sam zresztą szybko odzyskał dawne zaufanie. Dwukrotnie rozpędził w czerwcu 1788 roku flotę turecką pod Oczakowem. Jest uważany również, za zdobywcę tejże twierdzy w grudniu 1788 r.
O zaufaniu, jakim darzyła go cesarzowa, świadczy fakt, że był on jedyną osobą, której Katarzyna przekazała wiadomość o przegranej bitwie morskiej ze Szwecją pod Svenksundem (miała ona miejsce 9 lipca 1790).
Potiomkin rozpoczął również pertraktacje pokojowe z Turcją w Jassach. Turcy wypuścili wtedy Jakowa Bułhakowa. Kiedy Książę Taurydy przyjechał tam z Petersburga, nagle zachorował. Zapragnął więc udać się do swej ulubionej miejscowości i rezydencji w Mikołajowie, zmarł jednak w stepie otoczony tylko najbliższą służbą i adiutantami. Przyczyną zgonu była najprawdopodobniej cholera. Został pochowany w soborze św. Katarzyny w Chersoniu, który w latach 1781–1786 był budowany pod jego nadzorem. W 2022 roku podczas rosyjskiej inwazji na Ukrainę zwłoki Potiomkina zostały wykradzione i przewiezione do Moskwy.
3 miesiące później, 9 stycznia 1792 roku podpisano traktat w Jassach, na mocy którego Turcja uznawała przynależność Krymu do Rosji i jej zwierzchnictwo nad Gruzją. Rosja zaś rezygnowała na rzecz Imperium Osmańskiego z Besarabii i Mołdawii, zagarniętych przezeń w czasie wojny, uzyskując od Turcji Jedysan. Potwierdzano przy tym wszystkie postanowienia traktatu kainardżyjskiego.
Przed samą śmiercią, jego opinię u cesarzowej próbował podkopać jej nowy kochanek, podsunięty przez przeciwników Potiomkina – Płaton Zubow. On też odziedziczył niejako po nim gubernię noworosyjską.

## Sprawa polska
W 1775 uzyskał polski indygenat. Zaś w 1776 król Stanisław August Poniatowski nadał mu Order Orła Białego. Kawaler Orderu Świętego Stanisława w 1775 roku.
Potiomkin w czasie swojej kariery nabył szerokie dobra na Kijowszczyźnie i Bracławszczyźnie, województwach należących wówczas jeszcze do Rzeczypospolitej. Jego apetyt był jednak większy i najchętniej władałby na całych ziemiach tych województw, a także na Podolu. Do tego niezbędne byłoby jednak prawne włączenie tych ziem do Rosji. Z tego też powodu był gorącym zwolennikiem dalszych rozbiorów Polski, co kłóciło się nieco z koncepcją Katarzyny, chcącej utrzymać okrojoną Polskę i Litwę jako swój protektorat. W szczególnych przypadkach brała jednak ona pod uwagę koncepcję podziału kraju. Taka okoliczność pojawiła się 3 maja 1791. Niedługo potem, do Jass, gdzie Potiomkin pertraktował z Turkami plany pokoju, przybyli Szczęsny Potocki i Seweryn Rzewuski, z którymi Potiomkin zawiązał nić przyjaźni. Stał się on więc faktycznym projektodawcą drugiego rozbioru Polski, przynajmniej w sferze wpływów rosyjskich.
Potiomkin swoje plany związane z Rzecząpospolitą zmieniał w czasie, uzależniał je od aktualnej sytuacji politycznej. Projektował m.in. aneksję Mołdawii przez Polskę i obalenie konstytucji majowej, innym jego planem było zostanie królem Polski lub utworzenie w jej ramach księstwa, którym mógłby rządzić po śmierci Katarzyny i spodziewanym zmarginalizowaniu w Rosji. Przez pewien czas współpracował z królem Stanisławem Augustem Poniatowskim, ten plan z kolei przewidywał reformę ustroju Polski i utworzenie wspólnie z Rosją koalicji antytureckiej.

## Pamięć
Jego imieniem nazwano zwodowany w 1900 carski pancernik Floty Czarnomorskiej – Kniaź Potiomkin-Tawriczeskij. Okręt ten przeszedł do historii z racji buntu marynarzy, jaki wybuchł na jego pokładzie w 1905 oraz późniejszego wykorzystania jego motywu przez Siergieja Eisensteina w filmie Pancernik Potiomkin z 1925 roku. Jego imię noszą także pojawiające się we wspomnianym filmie odeskie Schody Potiomkinowskie (ukr. Потьомкінські сходи).
Za sprawą nieprzychylnego mu posła saskiego Georga von Helbiga, który opisał je w swej książce określenie „wioski potiomkinowskie” zyskało międzynarodowy status.
Do noworosyjskich tradycji Potiomkina odwołuje się także od 2017 Republikański Korpus Kadetów nieuznawanej republiki Naddniestrza.